# Mateusz Różański
Mateusz Różański (* 11. August 1998) ist ein polnischer Leichtathlet, der sich auf den Weitsprung spezialisiert hat.

## Karriere
Erste internationale Erfahrungen sammelte Mateusz Różański im Jahr 2017, als er bei den U20-Europameisterschaften in Grosseto mit einer Weite von 7,78 m den sechsten Platz belegte. Zwei Jahre später erreichte er bei den U23-Europameisterschaften in Gävle mit 7,78 m Rang fünf.
2018 und 2020 wurde Różański polnischer Hallenmeister im Weitsprung.

## Persönliche Bestleistungen
- Weitsprung: 7,80 m (−0,4 m/s), 8. Juli 2018 in Krakau
  - Halle: 7,80 m, 1. März 2020 in Toruń